# Neobisium minutum
Neobisium minutum är en spindeldjursart som först beskrevs av Tömösváry 1882.  Neobisium minutum ingår i släktet Neobisium och familjen helplåtklokrypare. Inga underarter finns listade i Catalogue of Life.